# باربرا براونينج
باربرا براونينج (بالإنجليزية: Barbara Browning)‏ هي راقصة أمريكية، ولدت في 7 ديسمبر 1961 في ماديسون في الولايات المتحدة.

## وصلات خارجية
- الموقع الرسمي
- باربرا براونينج على موقع ميوزك برينز (الإنجليزية)